# جوان كروفورد
جوان كروفورد (بالإنجليزية: Joan Crawford) (و. 1937  م) هي لاعبة كرة سلة أمريكية، ولدت في فورت سميث، شاركت في كأس العالم لكرة السلة للنساء 1957، ودورة الألعاب الأمريكية 1959، ودورة الألعاب الأمريكية 1963، مركز لعبها هو وسط.

## جوائز
حصلت على جوائز منها:

قاعة مشاهير كرة السلة للسيدات ‏

## روابط خارجية
- جوان كروفورد على موقع الاتحاد الدولي لكرة السلة (الإنجليزية)
- جوان كروفورد على موقع قاعة مشاهير كرة السلة للسيدات (الإنجليزية)